# Eitel Frederik I van Hohenzollern
Eitel Frederik I van Hohenzollern (circa 1384 – 1439) was van 1401 tot aan zijn dood graaf van Hohenzollern. Hij behoorde tot het huis Hohenzollern.

## Levensloop
Eitel Frederik I was de tweede zoon van graaf Frederik XI van Hohenzollern en Adelheid van Fürstenberg-Zindelstein. Toen hij in 1401 samen met zijn broer Frederik XII aan de macht kwam, was de Zwabische linie van het huis Hohenzollern door liniescheidingen, gebiedsopdelingen en het verkopen van gebieden sterk verzwakt. Toen Eitel Frederik I en Frederik XII in 1402 een nieuwe gebiedsverdeling uitvoerden werd de Zwabische linie nog meer verzwakt. 
Eitel Frederik en zijn broer Frederik XII behielden de Burg Hohenzollern, de stad Hechingen en een molen als gemeenschappelijk bezit. Het kwam tot een strijd tussen beide broers over deze gemeenschappelijke bezittingen en in 1422 belegerde Eitel Frederik de door zijn broer beheerde Burg Hohenzollern met de steun van de Zwabische Stadsbond en het graafschap Württemberg. Na zestien maanden belegering kon Eitel Frederik de burcht in 1423 veroveren. Daarop beval keizer Sigismund de verwoesting van de burcht en verbood hij de wederopbouw. Eitel Frederik weigerde echter aan de verwoesting van de burcht deel te nemen. 
Zijn broer Frederik XII werd door het keizerlijk gerechtshof onder de rijksban geplaatst. In een verklaring die in 1418 was uitgevaardigd stond namelijk dat de bezittingen van de broers volledig aan Eitel Frederik toekwamen, wat Frederik weigerde uit te voeren. In 1423 kwamen de bezittingen van het huis Hohenzollern in het bezit van het graafschap Württemberg. Bovendien zat Frederik van 1428 of 1429 tot 1440 in Württembergse gevangenschap, waardoor vanaf 1429 de regering over de gebieden van de Zwabische linie van het huis Hohenzollern enkel in Eitel Frederiks handen lag. 
Wegens de financiële problemen van de Zwabische linie had zijn broer Frederik XII gebieden moeten verkopen aan het graafschap Württemberg, wat de zelfstandigheid van hun gebieden verminderde. Omdat het er op een gegeven moment naar uitzag dat de Zwabische linie uitstierf, sloot Eitel Frederik in 1429 een erfverdrag met het graafschap Württemberg. In 1433 werd echter zijn zoon Justus Nicolaas I geboren, waardoor het risico van uitsterving van de Zwabische linie verdween. Justus Nicolaas werd kort na zijn geboorte aangesteld tot medegraaf van Hohenzollern. In 1439 stierf Eitel Frederik I.
Tijdens zijn bewind liet Eitel Frederik het archief van het huis Hohenzollern hervormen, evenals het financieel beheer van zijn goederen.

## Huwelijk en nakomelingen
Eitel Frederik was gehuwd met Ursula (overleden in 1477), dochter en erfgename van heer George van Rätzüns. Na zijn dood hertrouwde Ursula met graaf Sigismund van Hohenberg. Na een hevige erfstrijd kon de Zwabische linie van het huis Hohenzollern in 1461 de heerlijkheid Rätzüns bemachtigen. Uit het huwelijk werden volgende kinderen geboren:
- Justus Nicolaas I (1433-1488), graaf van Hohenzollern
- Hendrik (1434/1438-1458)
- Adelheid (overleden in 1502), abdis in het klooster van Oberstenfeld